# خداداد غریب‌پور
خداداد غریب‌پور جهان‌آباد (زاده ۱۳۴۹ بویراحمد) مدیر اجرایی ایرانی است و سرپرست صندوق بازنشستگی کارکنان بانک‌ها میباشد. او تا سال پایانی دولت دوازدهم رئیس هیئت عامل سازمان توسعه و نوسازی معادن و صنایع معدنی ایران (ایمیدرو) و معاون وزارت صنعت، معدن و تجارت بود و پیش از آن مدیرعامل شرکت سرمایه‌گذاری گروه توسعه ملی بوده است.
وی پیش‌تر و در فاصله سال‌های ۱۳۷۶ تا ۱۳۸۴ به مدت ۸ سال فرمانداری بویراحمد در دولت اصلاحات را برعهده داشته است. او در سال‌های ۱۳۹۳ تا ۱۳۹۵ مدیرعاملی پتروشیمی شازند اراک را بر عهده داشته و از گزینه‌های استانداری کهگیلویه و بویراحمد در دولت حسن روحانی بوده است.

## گزینه وزارت صمت
در اردیبهشت ۱۳۹۹ خبرگزاری فارس و روزنامه جهان صنعت خبر دادند که نام خداداد غریب‌پور به عنوان یکی از گزینه‌های تصدی وزارت صنعت، معدن و تجارت مطرح است. در نهایت اما حسین مدرس خیابانی سرپرست وزارت صمت به مجلس معرفی شد ولی نتوانست در مجلس رای اعتماد کسب کند و مجدداً هم غریب‌پور در رسانه‌ها به‌عنوان گزینه نخست وزارت صمت مطرح شد. بر پایه گزارش ایلنا دولت برای حل بحران‌های ناشی از تحریم و کرونا روی منابع معدنی و فولادی تأکید دارد و در پی معرفی وزیر جدید با تخصص منابع معدنی و فولادی به عنوان جایگزین مناسبی برای نفت است. خبرگزاری تسنیم نیز در گزارشی از پیگیری مباحث معدنی و فولادی توسط نمایندگان مجلس شورای اسلامی به عنوان علت پیشنهاد رئیس سازمان معدنی ایمیدرو برای عبور کشور از وضعیت بحرانی دوران کرونا و تحریم خبر داده است.

## ریاست سازمان توسعه و نوسازی معادن و صنایع معدنی ایران (ایمیدرو)
۲۳ آذر ۱۳۹۷ طی حکم وزیر صنعت، معدن و تجارت خداداد غریب‌پور به سمت معاون وزیر و رئیس هیئت عامل سازمان توسعه و نوسازی معادن و صنایع معدنی ایران (ایمیدرو) منصوب شد. غریب پور پیش از این، مدیرعامل گروه سرمایه‌گذاری توسعه ملی بود و افتتاح کارخانه ۵ میلیون تنی کنسانتره و گندله سازی شرکت صنعتی و معدنی توسعه ملی در سنگان و بهره‌برداری پیش از موعد آن را در کارنامه خود دارد.

## سرمایه‌گذاری موفق وزارت صمت در استارت‌آپ‌های معدنی
ایمیدرو در دوران مدیریت غریبپور برنامه سرمایه‌گذاری در شرکت‌های دانش بنیان و کاهش ریسک سرمایه‌گذاری در استارت‌آپ‌های معدنی را آغاز کرد. خداداد غریبپور در دومین سال معاونت خود در وزارت صمت اعلام کرد اگر نیاز معدنکاران با ظرفیت‌های دانش بنیان‌ها قابل حل باشد، ما از طریق صندوق بیمه سرمایه‌گذاری فعالیت‌های معدنی اقدامات حمایتی لازم را نسبت به پروژه یا شرکت دانش بنیان خواهیم داشت و همچنین پوشش ریسک سرمایه‌گذاری شرکت‌های معدن و صنایع معدنی در همکاری با استارت آپ‌ها توسط ایمیدرو انجام می‌شود تا همکاری دو طرف را تضمین کند.

## منتفی شدن ورود ایمیدرو به بورس
علیرضا صالح، رئیس سازمان خصوصی‌سازی از آماده‌سازی طرحی براساس تصمیم دولت برای واگذاری سهام ایمیدرو در بورس خبر داد و اعلام کرد که اجرای طرح نیاز به تصویب هیئت وزیران دارد که احتمال دارد تا شهریورماه این سهام عرضه می‌شود. رئیس سابق سازمان توسعه و نوسازی معدن و صنایع معدنی ایران، ورود ایمیدرو به بورس را اقدامی عجولانه و غیر کارشناسی دانست و خواستار مخالفت دولت با عرضه سهام ایمیدرو شد. مدیر اقتصادی و توسعه سرمایه‌گذاری ایمیدرو نیز اردیبهشت ماه اعلام کرد واگذاری ایمیدرو از دستور کار دولت خارج شده است در فروردین ۱۳۹۹ غریب‌پور تنها به تأمین مالی جزئی پروژه‌ها اشاره کرد و از بررسی پیشنهادهای تأمین مالی از طریق بورس برای یکی از طرح‌های بزرگ ایمیدرو خبر داد و اعلام کرد مقرر شده برای طرح‌های زنجیره فولاد که در اختیار شرکت ملی فولاد است، پیشنهاد تأمین مالی از بورس به شرکت ملی فولاد ارایه شود.